# 佐佐木到一
佐佐木到一（日语：／ Sasaki Tōichi */?，1886年1月27日—1955年5月30日），生於日本愛媛縣松山市，日本軍人，畢業於日本陸軍士官學校第18期、日本陸軍大學第29期，曾先後出任支那派遣軍憲兵司令、第10師團長、第149師團長，最終軍銜是中將。
佐佐木到一是舊日本陸軍中的中國通（當時日本稱「支那通」），在中國期間與包括孫文（孫中山）、蔣介石在內的國民黨要員相識，也曾以軍事顧問等身份支持孫文的廣州政府，不過他也利用在中國的活動為日本軍方蒐集情報。後來，隨中日關係在九一八事變後惡化，佐佐木與過去的中國朋友走向決裂，並在七七事變後參與日本侵華戰爭，是南京大屠殺的主要責任人之一。

## 早年
佐佐木到一1886年生於愛媛縣松山市，是家中的長男。佐佐木到一的父親佐佐木透曾是日本陸軍少佐（少校）。1902年，佐佐木考入日本陸軍士官學校第18期，與山下奉文、岡部直三郎與阿南惟幾是同年。從陸軍士官學校畢業後，佐佐木被分配到步兵第71連隊，並於1911年隨隊進入中國。此後，佐佐木兩次應考日本陸軍大學都名落孫山，直到1914年第三次應考才考上。

## 成為中國通
佐佐木到一在日本陸軍大學學習期間，因當時日本軍方熱衷研究歐美軍事而較輕視對中國的研究，而佐佐木感覺自己成績並不特別突出，因此選擇學中文、研究中國，後來逐漸成為舊日本陸軍方面的中國通（當時日本稱「支那通」）。在中國期間，佐佐木曾是孫文的好友與支持者，也曾參與中山裝的設計。另外，他也在此期間認識了蔣介石。不過，隨孫文廣州政府的壯大，佐佐木也對日本軍方表示出對孫中山的擔憂，認為孫文與中國國民黨在統一中國後將會執行反日政策。孫文去世時，雖然外界不少人不看好當時中國國民黨的發展，但當時人在中國的佐佐木到一卻預言國民黨此後會「具有更大的破壞力」並統一中國，成功預言了後來蔣介石以軍事強人身分崛起、完成北伐的局勢走向。

## 涉入侵華
20世紀30年代，隨九一八事變、中日關係日漸緊張的大背景下，佐佐木到一與已實際執掌國民政府的蔣介石決裂，並在七七事變爆發後參與日本對中國的侵略，在此期間還涉入南京大屠殺，帶領手下部隊屠殺中國軍民。1941年，佐佐木到一被編入預備役，後曾在滿洲國擔任顧問。1945年初二戰末期，佐佐木再次被徵召，出任第149師團長，並以此身份迎來二戰結束、日本投降。二戰結束後，佐佐木被蘇軍俘虜並帶往西伯利亞。1949年後，蘇聯將佐佐木遣送至中華人民共和國，佐佐木進入撫順戰犯管理所。1955年5月30日，佐佐木在撫順戰犯管理所去世，終年69歲。

## 著作
除了自傳《一个军人的自传》外，史料有《支那陸軍改造論》、《支那内爭戰從軍記》、《南方革命勢力之實相及其之批判》、《中國國民黨之歷史與其解剖》等。